# إعلان فيرديناند

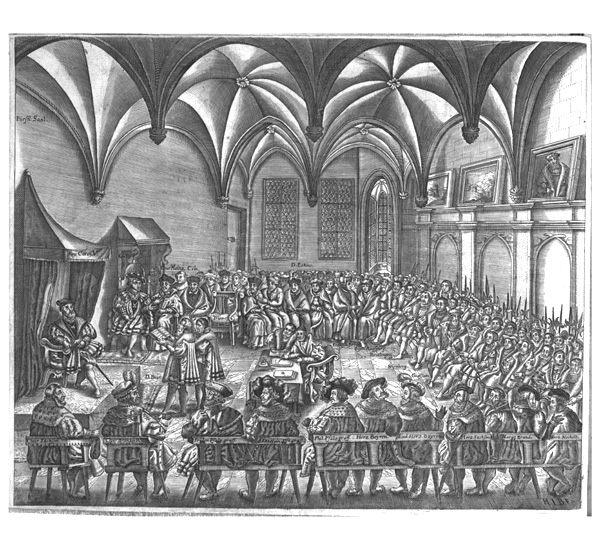

كان إعلان فيرديناند بنداً في سلام أوغسبورغ، وقع الإعلان في عام 1555 لإنهاء النزاعات بين الكاثوليك والبروتستانت داخل الإمبراطورية الرومانية المقدسة. انشأ السلام مبنياً على مبدأ Cuius regio, eius religio وهو ما يعني أن دين الحاكم يقرر دين السكان. عفا إعلان فيرديناند عن الفرسان وبعض المدن الخاضعة لولاية الأمير الكنسي إذا كانوا قد مارسوا اللوثرية لبعض الوقت (اللوثرية كانت الفرع الوحيد من البروتستانتية المعترف بها في ظل السلام). لم يتم الإعلان عن الحكم كجزء من المعاهدة وابقي سريًا لمدة عقدين تقريبًا.
بعد الانتصارات الكاثولوكية في وقت مبكر من حرب الثلاثين عامًا، تم إلغاء إعلان فيرديناند في مرسوم الاسترداد لعام 1629، الذي كان جزءً من خطة فيرناند الثانية لإعادة الإمبراطورية الرومانية المقدسة إلى الكاثوليكية. ساعد انقلاب إعلان فيرديناند وغيره من الاضطهاد الديني في إشعال حرب الثلاثين عاما، وتحويلها من صراع داخل الإمبراطورية الرومانية المقدسة إلى حرب دينية دولية.  